# Alexa PenaVega
Alexa Ellesse PenaVega (antes Vega; Miami, Florida, 27 de agosto de 1988) es una actriz y cantante estadounidense de origen colombiano. Es conocida por interpretar a Carmen Elizabeth Juanita de Costa Brava Cortez en la saga de películas de Spy Kids.

## Carrera
Alexa ha estado presente en la radio y comerciales desde los dos años. Sin embargo, su salto a la fama lo hizo con la trilogía Spy Kids en el rol de Carmen Elizabeth Juanita De Costa Brava Cortez.
Su más reciente actuación la hizo en la película El Remanente, que interpretó a Skylar. Anteriormente apareció en la serie estadounidense Ghost Whisperer, en el capítulo «Amor infinito» («Endless Love») el 8 de mayo de 2009, en donde interpretó a una niña que se creía que estaba siendo atraída por los vampiros. Ese mismo año protagonizó una serie de televisión llamada Ruby & The Rockits para ABC. Ha interpretado varios papeles en el mundo del cine y ha tenido una participación en la serie Big Time Rush, en el último episodio, «Big Time Dreams» en el 2013.

## Vida personal

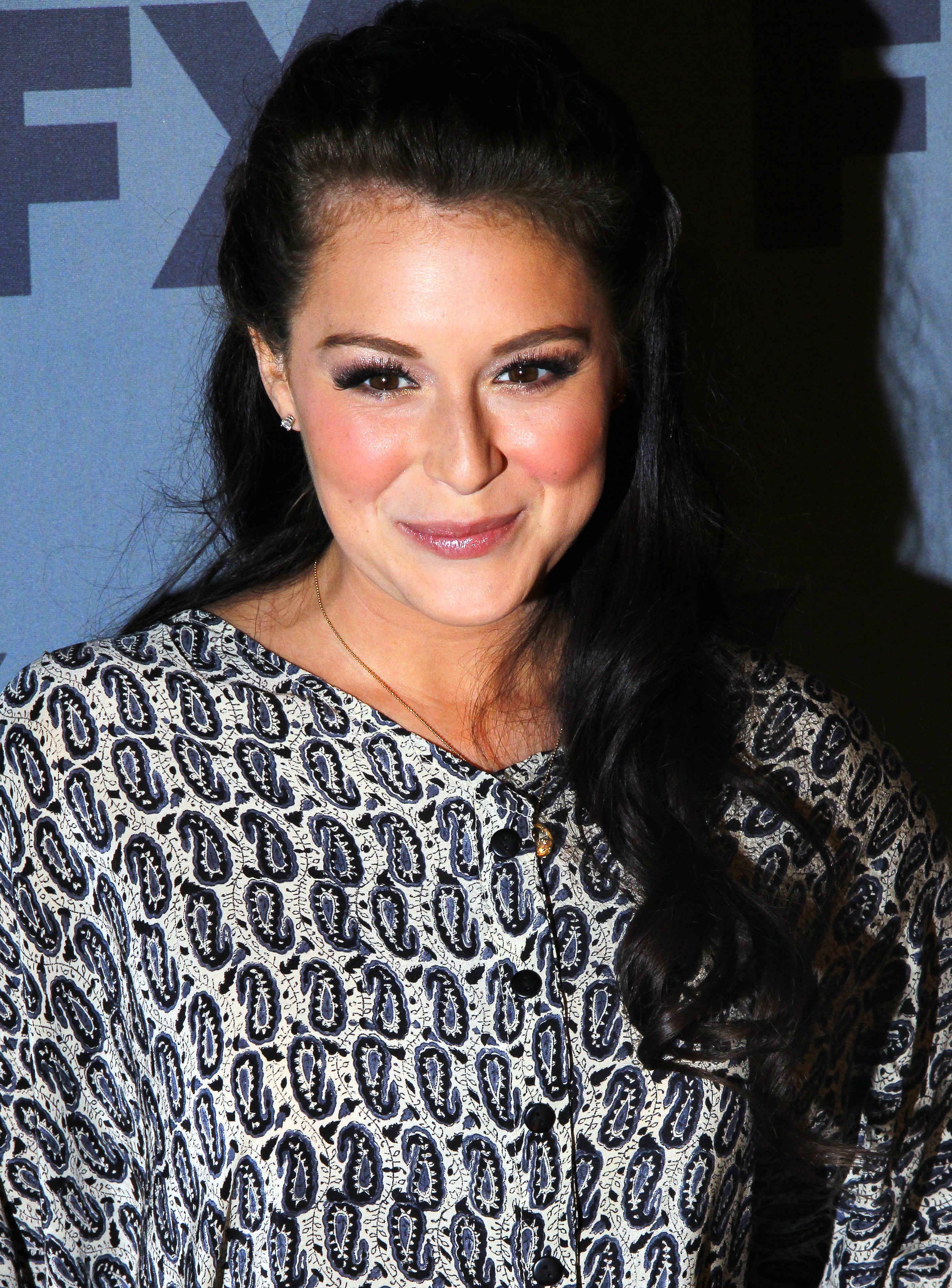
Alexa Vega en 2012

Es hermana de las también actrices Makenzie Vega y Krizia Vega. Tiene una hermana por parte de su padre llamada Margaux Vega (n. 1982) y tiene dos hermanos y una hermana por parte de su madre llamados Jet James (n. 2005), Cruz Hudson (n. 2009) y Greylin James (n. 2000), respectivamente.
Se casó con Sean Covel a los 21 años de quien se divorció en julio de 2012.
Se casó con Carlos Pena, integrante de la banda Big Time Rush, el 4 de enero de 2014.
En muchas ocasiones ha testificado abiertamente de su fe en Jesucristo y lo ha manifestado en muchas de sus entrevistas.
El 16 de junio de 2016 anunció que estaba embarazada de su primer hijo. Su hijo, Ocean King, nació el 7 de diciembre de 2016. El 30 de julio del 2019 nació su segundo hijo, al que llamaron Kingston. El 24 de diciembre del 2020 confirmó que iba a ser madre por tercera vez. El 7 de mayo de 2021 nació su hija, Rio Rey Pena Vega. El 17 de noviembre de 2023 anunció estar embarazada de su cuarto bebé. El 15 de abril de 2024 anunció que su hija Indy había nacido sin vida.

## Filmografía
| Año  | Título                                | Rol                   | Notas                      |
| ---- | ------------------------------------- | --------------------- | -------------------------- |
| 1994 | Little Giants                         | Priscilla O'Shea      |                            |
| 1995 | Nine Months                           | Molly Dwyer           |                            |
| 1996 | Twister                               | Jo Harding (5 años)   |                            |
| 1996 | Shattered Mind                        | Sarah                 |                            |
| 1996 | The Glimmer Man                       | Hija de Cole          |                            |
| 1996 | Ghosts of Mississippi                 | Claire DeLaughter     |                            |
| 1998 | Dennis the Menace Strikes Again       | Gina                  | Directo a video            |
| 1999 | The Deep End of the Ocean             | Kerry Cappadora       |                            |
| 2000 | Run the Wild Fields                   | Opal 'Pug' Miller     |                            |
| 2001 | Follow the Stars Home                 | Amy Williams          |                            |
| 2001 | Spy Kids                              | Carmen Cortez         |                            |
| 2002 | Spy Kids 2: The Island of Lost Dreams | Carmen Cortez         |                            |
| 2003 | Spy Kids 3-D: Game Over               | Carmen Cortez         |                            |
| 2004 | Sleepover                             | Julie Corky           |                            |
| 2005 | Odd Girl Out                          | Vanessa Snyder        |                            |
| 2006 | State's Evidence                      | Sandy                 | Directo a video            |
| 2006 | Marrying God                          | Ivy                   | Cortometraje               |
| 2006 | Walk Out                              | Paula Crisostomo      |                            |
| 2007 | Remember the Daze                     | Holly                 |                            |
| 2008 | Repo! The Genetic Opera               | Shilo Wallace         |                            |
| 2009 | Innocent                              | Ashley                |                            |
| 2009 | Broken Hill                           | Kat Rogers            |                            |
| 2010 | Mother's Day                          | Jenna Luther          |                            |
| 2010 | Café                                  | Sally                 |                            |
| 2011 | From Prada to Nada                    | Mary Domínguez        |                            |
| 2011 | Summer Song                           | Ellie                 |                            |
| 2011 | Spy Kids 4: All the Time in the World | Carmen Cortez         |                            |
| 2012 | The Devil's Carnival                  | Wick                  |                            |
| 2012 | The Pregnancy Project                 | Gaby Rodríguez        |                            |
| 2013 | Bounty Killer                         | Stewardess            |                            |
| 2013 | Abandoned Mine                        | Sharon                |                            |
| 2013 | Machete Kills                         | KillJoy               |                            |
| 2013 | The Hunters                           | Dylan Savini          |                            |
| 2014 | The Clockwork Girl                    | Tesla                 |                            |
| 2014 | Wicked Blood                          | Amber                 |                            |
| 2014 | Code Academy                          | Libby                 |                            |
| 2014 | Sin City: A Dame to Kill For          | Gilda                 |                            |
| 2014 | 23 Blast                              | Ashley                |                            |
| 2014 | The Remaining                         | Skylar                |                            |
| 2015 | Spare Parts                           | Karla                 |                            |
| 2015 | Do You Believe?                       | Lacey                 |                            |
| 2015 | Roommate Wanted                       | Janie                 |                            |
| 2015 | Pixies                                | Michelle Meyers (voz) |                            |
| 2015 | The Murder Pact                       | Camille               |                            |
| 2020 | Mighty Oak                            | Valerie Scoggins      | Elenco principal, película |

| Año       | Título                         | Rol                                         | Notas                                          |
| --------- | ------------------------------ | ------------------------------------------- | ---------------------------------------------- |
| 1993–94   | Evening Shade                  | Emily Newton                                | Recurrente; 6 episodios                        |
| 1995      | ER                             | Bonnie Howe                                 | Episodio: Sleepless in Chicago"                |
| 1995      | Chicago Hope                   | Sara Wilmette                               | Episodio: "Every Day a Little Death"           |
| 1995      | It Was Him or Us               | Carrie (joven)                              | Película para televisión                       |
| 1996      | A Promise to Carolyn           | Kay (joven)                                 | Película para televisión                       |
| 1996      | Life's Work                    | Tess Hunter                                 | 1 episodio                                     |
| 1998      | The Magnificent Seven          | Olivia Greer                                | Episodio: "Safecracker"                        |
| 1998      | To Have & to Hold              | Kelly McGrail                               | 7 episodios                                    |
| 1999      | NetForce                       | Susie Michaels                              | Miniseries                                     |
| 1999      | Ladies Man                     | Wendy Stiles No. 2                          | 9 episodios                                    |
| 2002      | Total Access 24/7              | Ella misma; Carmen Cortez                   | Episodio: "Spy Kids 2"                         |
| 2002      | All That                       | Carmen Cortez                               | Episodio: "Spy Kids/Play"                      |
| 2003      | The Bernie Mac Show            | Jill                                        | Episodio: "Magic Jordan"                       |
| 2003      | Trading Spaces: Boys vs. Girls | Ella misma                                  | Episodio: Siblings "Eli vs. Kali"              |
| 2005      | Odd Girl Out                   | Vanessa                                     | Película para televisión                       |
| 2006      | Walkout                        | Paula Crisostomo                            | Película para televisión                       |
| 2009      | Ghost Whisperer                | Serena                                      | Episodio: "Endless Love"                       |
| 2009      | Ruby & the Rockits             | Ruby Gallagher                              | Elenco principal                               |
| 2010      | The Middle                     | Morgan                                      | Episodios: "The Break-Up" & "Worry Duty"       |
| 2012      | The Pregnancy Project          | Gaby Rodríguez                              | Película para televisión                       |
| 2012      | Unsupervised                   | Christina                                   | Recurrente                                     |
| 2012      | Royal Pains                    | Hollister                                   | Episodio: "Imperfect Storm"                    |
| 2013      | Big Time Rush                  | Ella misma                                  | Episodio: "Big Time Dreams"                    |
| 2014      | The Tomorrow People            | Hillary Cole                                | 8 episodios                                    |
| 2014      | The Hunters                    | Dylan Savini                                | Película para televisión                       |
| 2014      | Courtside                      | Ella misma                                  | Episodio: "Alexa Vega"                         |
| 2014      | Muertoons                      | Rosita (voz)                                | 2 episodios                                    |
| 2014–15   | Nashville                      | Kiley Brenner                               | Recurrente                                     |
| 2015      | The Mentalist                  | Lily Stoppard                               | Episodio: "The Whites of His Eyes"             |
| 2015      | Dancing with the Stars         | Ella misma / concursante                    |                                                |
| 2016      | Ms Matched                     | Organizadora de bodas                       | Película para televisión                       |
| 2017-18   | The Loud House                 | Carlota Casagrande, voces adicionales (voz) | 7 episodios                                    |
| 2017      | Destination Wedding            | Ellie Hamilton                              | Película para televisión                       |
| 2017      | Enchanted Christmas            | Laura Trudeau                               | Película para televisión                       |
| 2018      | Sleep Away                     | Isabella                                    |                                                |
| 2019-2022 | The Casagrandes                | Carlota Casagrande (voz)                    | Elenco principal, serie de TV Nickelodeon      |
| 2024      | The Casagrandes Movie          | Carlota Casagrande                          | Elenco principal, película de TV Netflix (voz) |
| 2024      | Mr. Manhattan                  | Dani                                        | Protagonista, película de TV                   |

## Discografía

### Sencillos
| Año  | Canción                                   | Álbum                                            | Escritor(es)                         | Sello discográfico  |
| ---- | ----------------------------------------- | ------------------------------------------------ | ------------------------------------ | ------------------- |
| 2002 | "Isle of Dreams"                          | Spy Kids 2: The Island of Lost Dreams kilómetros | Robert Rodriguez                     | Milan Recordar      |
| 2003 | "Game Over"                               | Spy Kids 3-D: Game Over                          | Robert Rodriguez y Rebecca Rodríguez |                     |
| 2003 | "Heart Drive"                             | Spy Kids 3-D: Game Over                          | Robert Rodriguez y Rebecca Rodríguez |                     |
| 2008 | "Seventeen"                               | Repo! The Genetic Opera                          | Terrance Zdunich y Darren Smith      | Lionsgate Records   |
| 2009 | "Lost In Your Own Life"                   | Ruby & The Rockits                               | Shaun Cassidy                        | Hollywood Records   |
| 2009 | "You are Where I Live"                    | Ruby & The Rockits                               | David Cassidy                        | Hollywood Records   |
| 2009 | "The Way It's Gonna Be"                   | Ruby & The Rockits                               | David Cassidy                        | Hollywood Records   |
| 2009 | "Forever Your Song"                       | Ruby & The Rockits                               | David Cassidy                        | Hollywood Records   |
| 2009 | "Too High a Price"                        | Ruby & The Rockits                               | David Cassidy                        | Hollywood Records   |
| 2009 | "Possibilities" (con Austin Butler)       | Ruby & The Rockits                               | David Cassidy                        | Hollywood Records   |
| 2009 | "Now When I Close My Eyes"                | Ruby & The Rockits                               | David Cassidy                        | Hollywood Records   |
| 2009 | "Christmas is the Time to Say I Love You" | Santa Baby 2: Christmas Maybe                    | Billy Squier                         | Walt Disney Records |

### Bandas sonoras
- 2002: Music from the Dimension Motion Picture Spy Kids 2: The Island of Lost Dreams
- 2003: Spy Kids 3-D: Game Over
- 2008: Repo! The Genetic Opera
- 2009: Songs To Celebrate 25 Days Of Christmas
- 2012: The Devil's Carnival

### Videos musicales
| Año  | Título                                    | Álbum                                                                         | Director         | Fuente                                           |
| ---- | ----------------------------------------- | ----------------------------------------------------------------------------- | ---------------- | ------------------------------------------------ |
| 2002 | "Isle of Dreams"                          | Music from the Dimension Motion Picture Spy Kids 2: The Island of Lost Dreams | Robert Rodriguez | Spy Kids 2: The Island of Lost Dreams            |
| 2009 | "You are Where I Live"                    | Ruby & The Rockits                                                            | Ted Wass         | ABC Family/ABCFamily.com                         |
| 2009 | "Christmas Is the Time to Say I Love You" | Songs to Celebrate 25 Days of Christmas                                       |                  | Santa Baby 2: Christmas Maybe/ABC Family Channel |